# Hafnium(IV)-bromid
Hafnium(IV)-bromid ist eine anorganische chemische Verbindung des Hafniums aus der Gruppe der Bromide.

## Gewinnung und Darstellung
Hafnium(IV)-bromid kann durch Bromierung von Hafnium mit Brom bei 320–350 °C gewonnen werden.
{\displaystyle \mathrm {Hf+2\ Br_{2}\longrightarrow HfBr_{4}} }
Ebenfalls möglich ist die Darstellung durch Reaktion von Hafnium(IV)-oxid mit Kohlenstoff und Brom.
{\displaystyle \mathrm {HfO_{2}+2\ C+2\ Br_{2}\longrightarrow HfBr_{4}+2\ CO} }

## Eigenschaften
Hafnium(IV)-bromid ist ein weißer Feststoff. Bei Einwirkung von Wasser hydrolysiert er vollständig. Seine Kristallstruktur entspricht der von Zinn(IV)-iodid mit der Raumgruppe Pa3 (Raumgruppen-Nr. 205). Er sublimiert bei 317 °C.